# Technomyrmex albicoxis
Technomyrmex albicoxis is een mierensoort uit de onderfamilie van de Dolichoderinae. De wetenschappelijke naam van de soort is voor het eerst geldig gepubliceerd in 1945 door Donisthorpe.